# Руби Спаркс
Руби Спаркс (енгл. Ruby Sparks) америчка је романтична комедија из 2012. коју су режирали Џонатан Дејтон и Валери Фарис. Главне улоге тумаче Пол Дејно и Зои Казан, која је уједно и ауторка филмског сценарија.

## Радња
Калвин је млади романописац који је рано постигао невероватан успех и сад покушава да изађе на крај с креативном блокадом, али и својим романтичним животом. Коначно налази мотивацију и ствара женски лик по имену Руби, која га надахњује. Кад после недељу дана Калвин угледа Руби, како седи на његовом каучу, потпуно је запрепашћен и схвата да су се његове речи преточиле у праву, живу особу од крви и меса.

## Улоге
| Глумац           | Улога              |
| ---------------- | ------------------ |
| Пол Дејно        | Калвин Вир-Филдс   |
| Зои Казан        | Руби Тифани Спаркс |
| Крис Месина      | Хари Вир-Филдс     |
| Анет Бенинг      | Гертруда           |
| Антонио Бандерас | Морт               |
| Асиф Мандви      | Сајрус Моди        |
| Стив Куган       | Лангдон Тарп       |
| Тони Тракс       | Сузи Вир-Филдс     |
| Дебора Ен Вол    | Лајла              |
| Елиот Гулд       | др Розентал        |
| Алија Шоукат     | Мејбел             |